# Egertonodus duffini
Egertonodus duffini (лат.) — вид хрящевых рыб из семейства гибодонтид отряда гибодонтообразных из средней юры Англии. Вид назван в честь палеонтолога Кристофера Даффина.

## Описание
От Egertonodus duffini сохранились лишь зубы, отличающиеся по строению от зубов других гибодонтид. Центральный бугорок на передних зубах сигмовидно изогнут, три пары боковых бугорков широко расставлены. Лабиальный (передний) край режущего гребня зуба смещен, а их лабиальная поверхность уплощена. По строению близок виду Egertonodus  basanus.